# Spartan
Jabłoń domowa 'Spartan' – odmiana uprawna (kultywar) jabłoni domowej (Malus domestica 'Spartan'), należąca do odmian wczesnozimowych. Odmiana została otrzymana przez R.C Palmera w Federal Agriculture Research Station in Summerland w Brytyjskiej Kolumbii (Kanada) w roku 1936 poprzez skrzyżowanie odmian 'McIntosh' i Yellow Newton. Do Polski sprowadzona w latach 70. XX wieku, kiedyś bardzo popularna, obecnie uprawiana rzadziej, głównie w starych sadach oraz w uprawie amatorskiej w ogrodach przydomowych i ogródkach działkowych. 

## Morfologia
PokrójDrzewo rośnie silnie, tworzy koronę stożkowatą, w starszym wieku kulistą, z grubymi i sztywnymi gałęziami.
OwocŚredniej wielkości a przy zaniedbaniach agrotechnicznych mały. Kształt kulisty, lekko spłaszczony, regularny. Skórka jest mocna, gładka, tłusta, pokryta prawie całkowicie karminowym, rozmytym rumieńcem. Przetchlinki są drobne lecz liczne, wyraźne, zielonkawe. Miąższ jest zielonkawobiały, średnioziarnisty, bardzo soczysty, delikatnie kwaskowaty i bardzo smaczny.